# Stadhouderskade 31-35

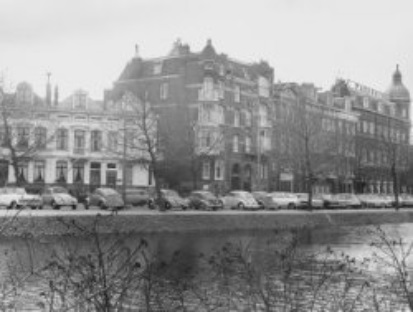
Stadhouderskade 25-33
nrs. 31-33 links

Het complex Stadhouderskade 31-35 is een complex herenhuizen aan de Stadhouderskade/Singelgracht in het Museumkwartier te Amsterdam-Zuid.
De vijf gebouwen lijken uiterlijk sterk op elkaar, ze zijn gebouwd volgens een ontwerp van aannemer, timmerman en architect Nicolaas Wezel. Hij ontwierp ze voor grondeigenaar A.H. De Klerk, die hier grond had aangekocht. De woningen werden eerst nog afgekeurd, want ze sloten nog niet goed aan op het Liernurstelsel. Architect Willem Langhout was betrokken bij de verkoop van minstens twee woningen, maar dan in de hoedanigheid van makelaar. De huizen zijn gebouwd in de eclectische bouwstijl en bestaan uit een souterrain, twee bouwlagen en zolders. Ter plaatse van de nummer 34 en 35 zijn een derde etage bijgebouwd, waarschijnlijk te danken aan de verschillende eigenaren.
De gebouwen hebben een aantal bijzonderheden:
- ze zijn niet aansluitend gebouwd met het gebouw Stadhouderskade 30; er zit een onbebouwd stuk tussen in de vorm van een taartpunt;
- ze zijn te omschrijven als laagbouw ten opzichte van relatieve hoogbouw op de nrs. 30 en Stadhouderskade 36-39 (Museum Pension);
- de gebouwen 29a en 30 zijn opgetrokken uit baksteen en hebben dan ook de baksteenkleur; de nummer 31 en 35 zijn alle bepleisterd wit;
- de ramen van de vijf gebouwen hebben alle dezelfde boogvormige versieringen;
- ronde bouwvorm naar huisnummer 30, alsof hier een straathoek gepland was.

Op nummer 34 is enige tijd de Algemene Bond van Politiepersoneel gevestigd geweest, maar de gebouwen dienden veelal tot luxe woningen en/of dokterspraktijken. Op nummer 31 is in 2015 al jaren een horecagelegenheid gevestigd.
Oost ·
160 ·
158 ·
157 ·
156 ·
155 ·
151-154 ·
149-150 ·
145-146 ·
142-144 ·
140-141 ·
137-139 ·
135-136 ·
130-134 ·
129 ·
128 ·
125-127 ·
123-124 ·
116-122 ·
115 ·
110-113 ·
100-101 ·
97 ·
95-96 ·
93-94 ·
92 ·
91 ·
89-90 ·
87-88 ·
86 ·
85 ·
84 ·
82-83 ·
78-79 ·
77 ·
Heineken Brouwerij ·
74 ·
72-73 ·
69-70 ·
68 ·
67 ·
65-66 ·
64 ·
62-63 ·
60-60a ·
58-59 ·
56-57 ·
Willemshuis ·
Van Nispenhuis ·
Kapel van Sint Josephs Gezellen-Vereeniging ·
54 ·
52-53 ·
47-49 ·
Carel Willinkplantsoen ·
Polderhuis ·
Ruysdaelkade 2-4 ·
Judith Leysterbrug ·
42 (Rijksmuseum) ·
40-41 ·
31-35 ·
30 ·
29 ·
Park Centraal Amsterdam ·
Stedemaagd (Vondelpark) ·
Byzantium ·
Koepelkerk ·
12 (Marriott) ·
Persilhuis ·
7 ·
5 ·
3 ·
1 ·
West